# Гриманди, Жиль
Жиль Гриманди (фр. Gilles Grimandi; 11 ноября 1970, Гап, Франция) — французский футболист, выступавший за «Монако» и лондонский «Арсенал» на позиции защитника.

## Карьера
Родился в городе Гап, Верхние Альпы. Начал профессиональную карьеру в 1990 году в составе «Монако». 30 ноября 1991 года в матче против «Нанси» дебютировал в Лиге 1. 21 мая 1994 года в матче против «Нанта» забил первый гол за команду. В сезоне 1996/1997 помог «монегаскам» завоевать титул чемпиона Франции.
В 1997 году вслед за тренером Арсеном Венгером перешёл в лондонский «Арсенал». 9 августа в матче против «Лидс Юнайтед» он дебютировал в Премьер-Лиге. 21 февраля 1998 года забил дебютный и победный гол в матче против «Кристал Пэлас». В сезонах 1997/1998, 2001/2002 становился чемпионом Премьер-Лиги.
8 января 2003 года подписал контракт с клубом МЛС «Колорадо Рэпидз», после отказа от предложения «Мидлсбро». Гриманди стал первым французом в истории МЛС и сыграл в предсезонном матче против мексиканского «Сантос Лагуна». 30 апреля по семейным причинам вернулся во Францию.

## Тренер
После завершения карьеры занял пост директора в клубе «Валанс». В 2006 году стал скаутом «Арсенала» и принял участие в первом контрольном матче на новом стадион «Эмирейтс» совершив грубый подкат на Эдгаре Давидсе. В июле 2007 года был назначен спортивным директором клуба и отвечал за трансферную политику.
В марте 2019 года стал техническим директором клуба «Ницца», воссоединившись в клубе с бывшим партнёром Патриком Виейра. 7 октября расторг контракт по обоюдном согласию сторон. Управляет винным заводом в Банбери.

## Достижения
«Монако»
- Чемпион Франции: 1996/97[9]

«Арсенал»
- Чемпион Англии (2): 1997/1998, 2001/02[10]
- Обладатель Кубка Англии: 1997/1998[11]
- Суперкубок Англии по футболу (2): 1998[12], 1999[13]